# Тиксна
Тиксна — река в Вологодской области России.
Протекает по территории Сокольского и Тотемского районов. Исток — на склоне Харовской гряды, северо-западнее деревни Большое Жуково. Впадает в Сухону в 336 км от её устья по левому берегу. Длина реки составляет 51 км.
Вдоль течения реки, кроме деревни Большое Жуково, расположены населённые пункты Погореловского сельского поселения.

## Данные водного реестра
По данным государственного водного реестра России относится к Двинско-Печорскому бассейновому округу, водохозяйственный участок реки — Северная Двина от начала реки до впадения реки Вычегда, без рек Юг и Сухона (от истока до Кубенского гидроузла), речной подбассейн реки — Сухона. Речной бассейн реки — Северная Двина.
Код объекта в государственном водном реестре — 03020100312103000007674.

### Притоки
(указано расстояние от устья)
- 14 км: река Вопра (лв)
- 24 км: река Лизна (лв)